# Sverre Fehn

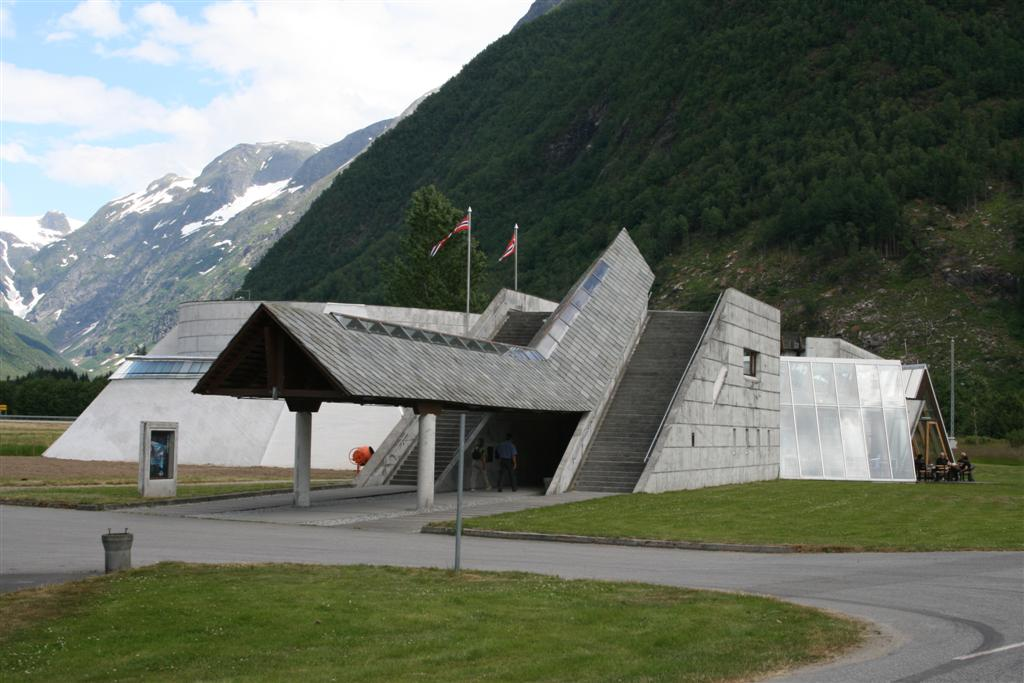
Museo Noruego del Glaciar.

Sverre Fehn (Kongsberg, provincia de Buskerud, Noruega, 14 de agosto de 1924 - Oslo, 23 de febrero de 2009) fue un arquitecto noruego.

## Trayectoria
Fehn nació en Kongsberg, Buskerud. Realizó sus estudios, tras la guerra, en la Escuela de Arquitectura de Oslo, dónde se diplomó en 1949; una institución que sufrió una crisis por entonces. Rápidamente destacó entre los arquitectos de su generación.
Durante 1952 y 1953, efectuó un viaje de estudios a Marruecos en el cual se interesó y estudió la arquitectura vernácula, hecho que influenció en el futuro de su obra. Posteriormente se trasladó a París, trabajando en el estudio de arquitectura de Jean Prouvé; allí conoció a Le Corbusier. A su regreso a Noruega, en 1954, inició su actividad profesional individual con su propio estudio de arquitectura.
A los 34 años ganó reputación por el proyecto del Pabellón noruego en la Exposición de Bruselas. En los años 1960 realizó dos obras importantes de su carrera:  el Pabellón de los Países Escandinavos en los jardines de la Bienal de Venecia de (1962) y el Hedmark Museum en Hamar, Noruega (1967–79). En 1964 construyó su primera vivienda unifamiliar, la Villa Schreiner, un edificio icónico en su obra. En ella se pueden ver claras influencias de Mies van der Rohe o de Le Corbusier, arquitectos de referencia para Sverre Fehn.
Más tarde ha sido el responsable del Centro Aukrust, en Alvdal (1996), así como del Centro Ivar Aasen Centre, en Ørsta (2000). Dos museos de su país han salido de su estudio después: el Museo Noruego de Fotografía, en Horten (2001), y el Museo Nacional de Arte, en Oslo, concluido en 2008, un año antes de su muerte.
Enseñó en la Escuela de Arquitectura de Oslo entre 1971 y 1995, destacadamente en su departamento entre 1986 y 1989. Dio clases asimismo en la Cranbrook Academy of Art, de Bloomfield Hills, en Míchigan. Fue premio Pritzker en 1997.

## Obras importantes
Fehn ha diseñado unas cien construcciones, pero cuando recibió el premio Pritzker en 1997, solo habían sido construidas once. Algunas de las más notables son:
- Pabellón noruego en la Exposición de Bruselas,[8] (1958)
- Pabellón Nórdico para la Bienal de Venecia, (1962)[4]
- Schreiner House, Oslo, 1963
- Villa Norrköping, Suecia, 1963-64
- Hedmark Museum en Hamar, Noruega, 1967-79
- Busk House, en Bamble, 1990
- Museo Noruego del Glaciar, en Fjærland, (1991–1992)
- Centro Aukrust, en Alvdal, (1996)
- Centro Ivar Aasen Centre, en Ørsta, (2000)
- Museo Noruego de Fotografía, en Horten, (2001)
- Gyldendal House, en Oslo, 2007
- Museo Nacional de Arte, en Oslo, 2003-08

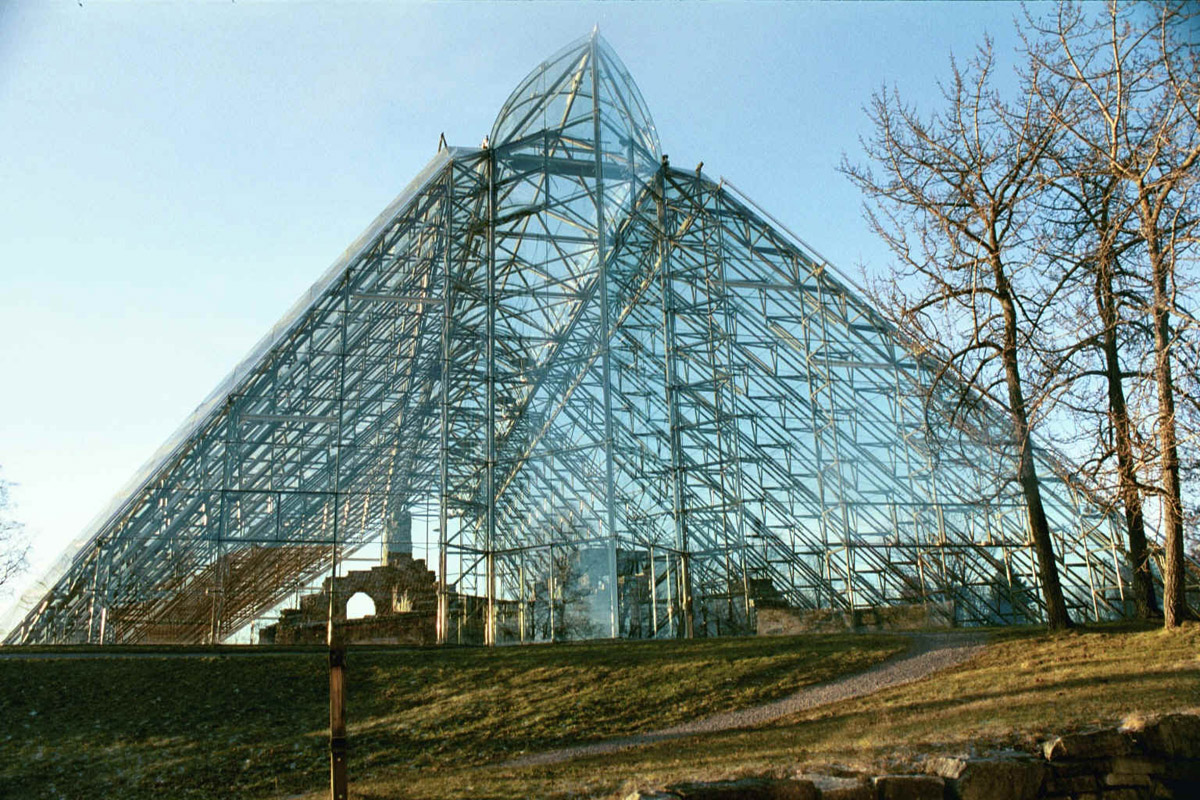
Hedmark Museum, Hamar, Noruega
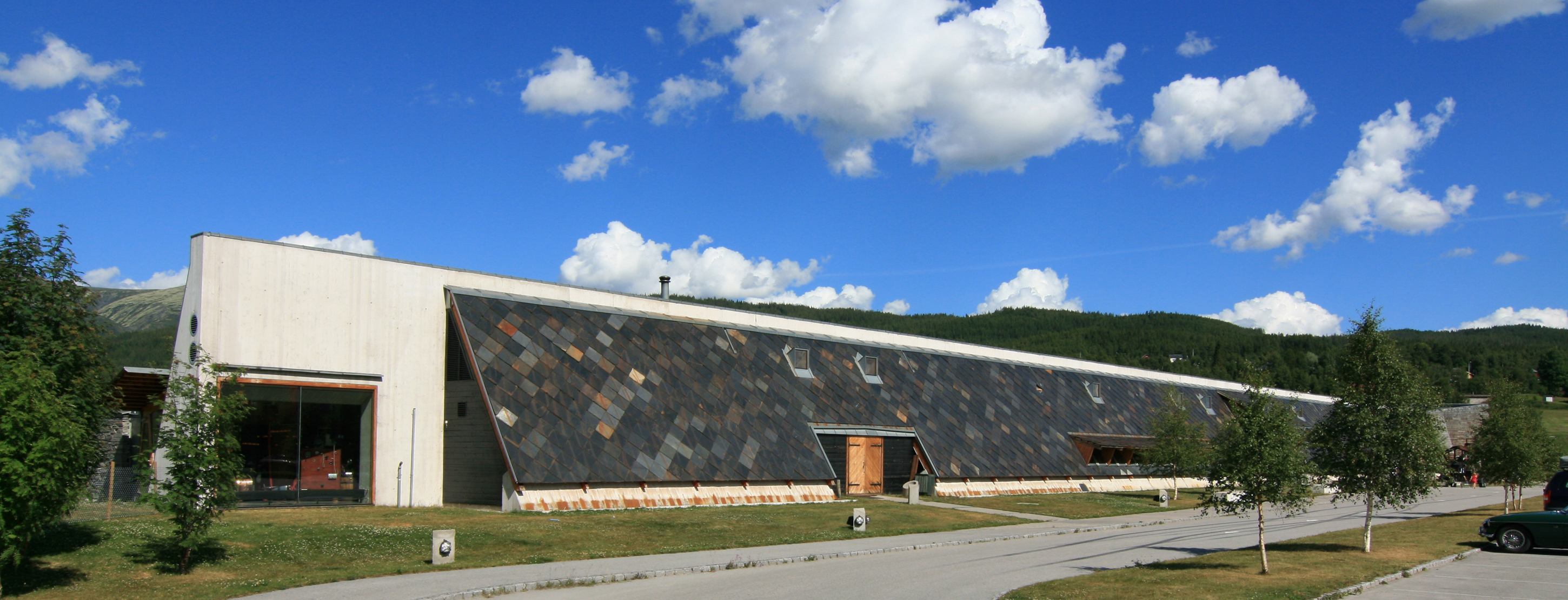
Centro Aukrust en Alvdal
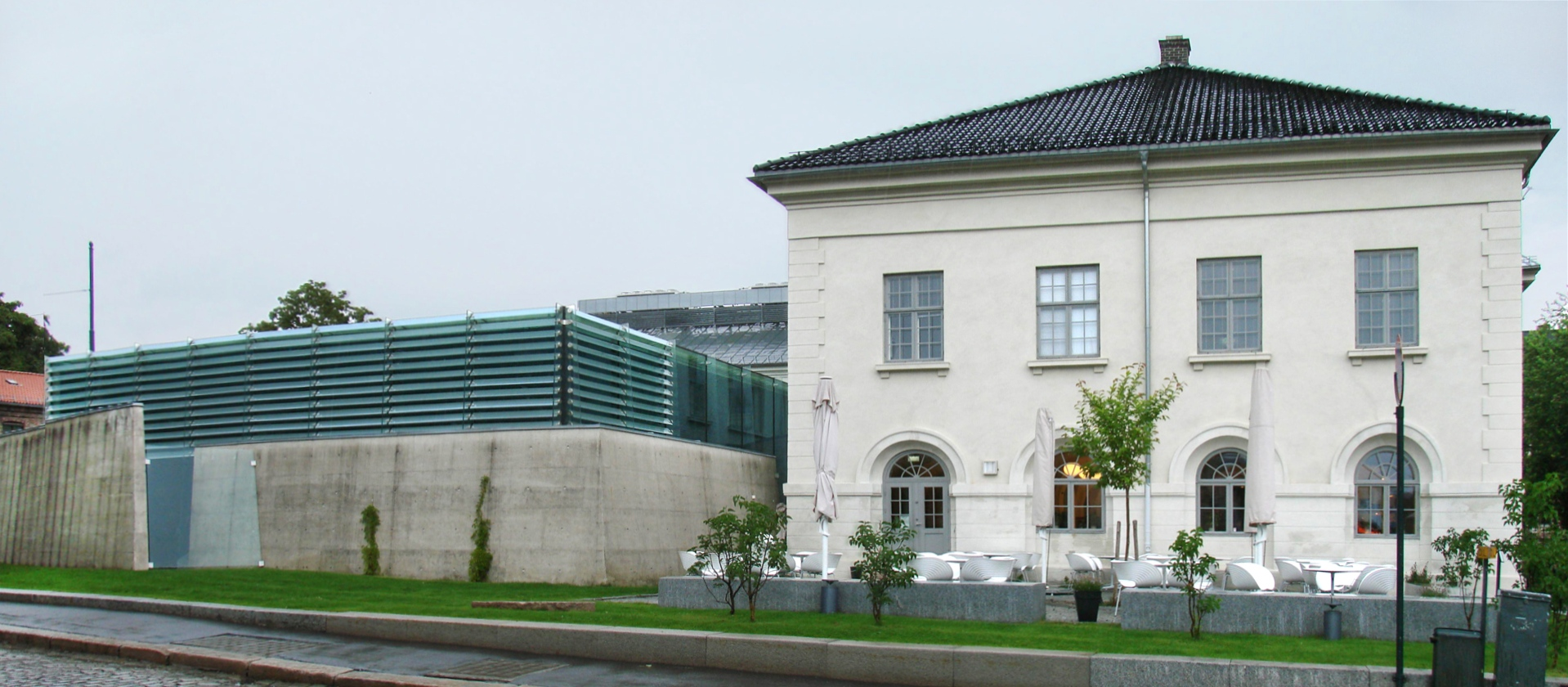
Museo Nacional de Arte, Arquitectura y Diseño

## Premios
En 1961 recibió el Premio de la Fundación Houen, junto con Geir Grung, por el diseño de la Residencia de Ancianos Økern de Oslo. En 1975 recibió el Premio de la Fundación Houen por el diseño del Museo Hedmark de Hamar. En 1994 fue nombrado Comendador de la Orden de San Olav.
En 1998 se le concedió el Norsk kulturråds ærespris. Sverre Fehn recibió la primera medalla Grosch en 2001. En 2003, recibió el premio cultural Anders Jahre (Anders Jahres kulturpris).
En 1997 recibió el Premio Pritzker de Arquitectura y la Medalla de Oro Heinrich Tessenow (Heinrich-Tessenow-Medaille).

## Vida privada
En 1952 se casó con Ingrid Løvberg Pettersen (1929-2005). Fehn falleció en su casa de Oslo a la edad de 84 años. Le sobrevivieron su hijo Guy Fehn y cuatro nietos.